# شهرداری روایکن
شهرداری روایکن (به لاتین: Røyken Municipality) یک شهرداری در نروژ است که در بوسکرود واقع شده‌است. شهرداری روایکن ۱۱۳ کیلومتر مربع مساحت و ۲۰٬۶۲۱ نفر جمعیت دارد.

## نگارخانه

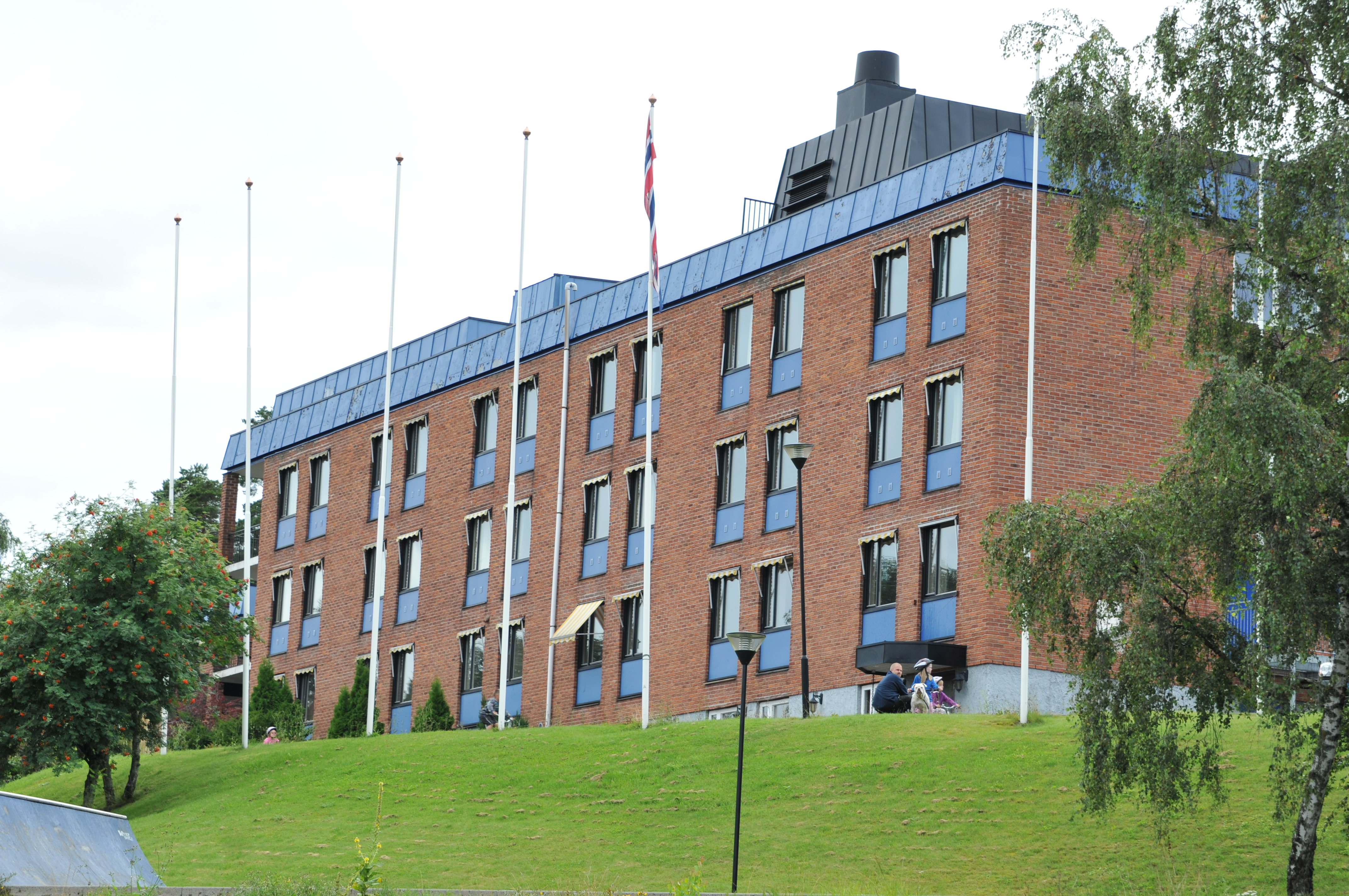
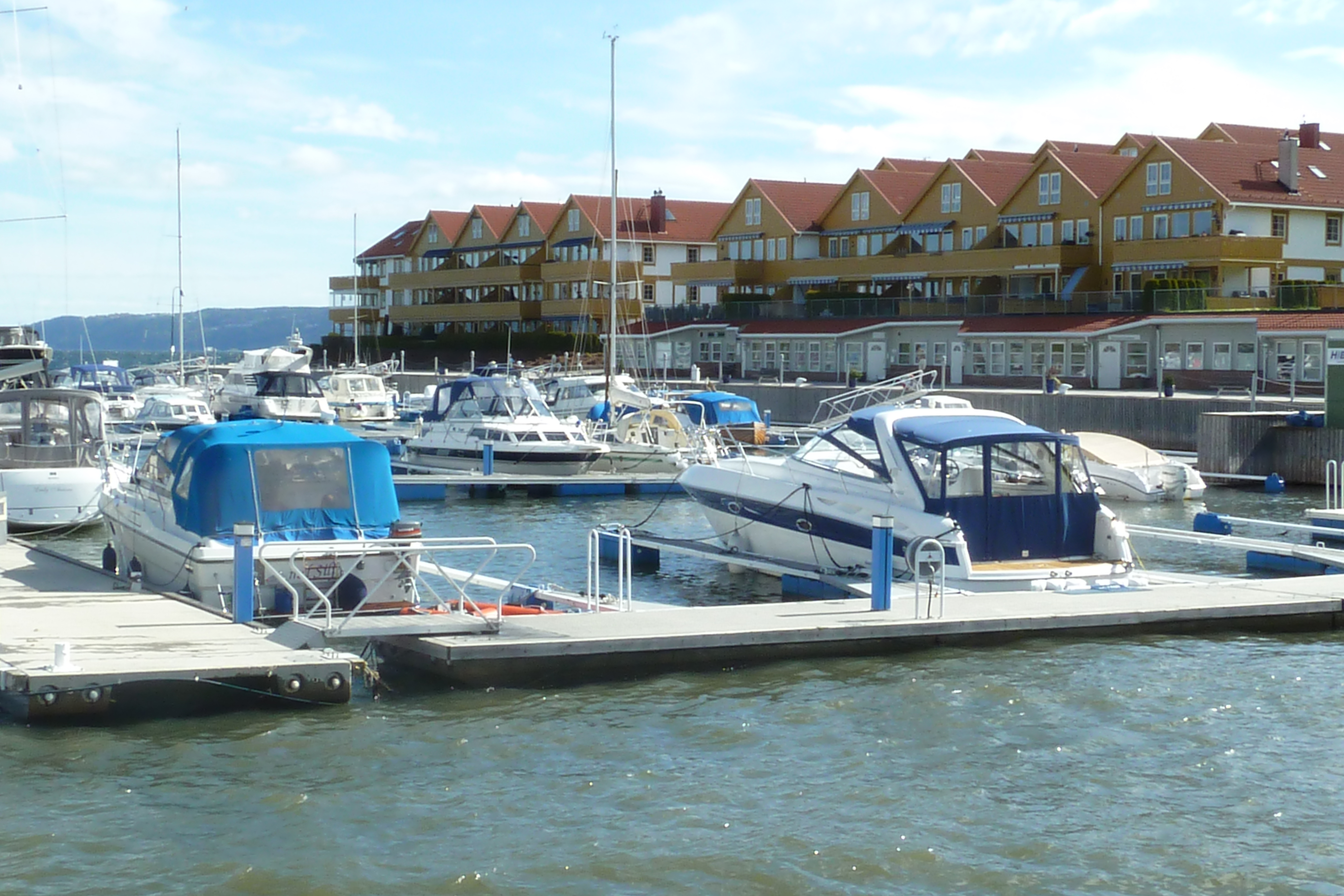
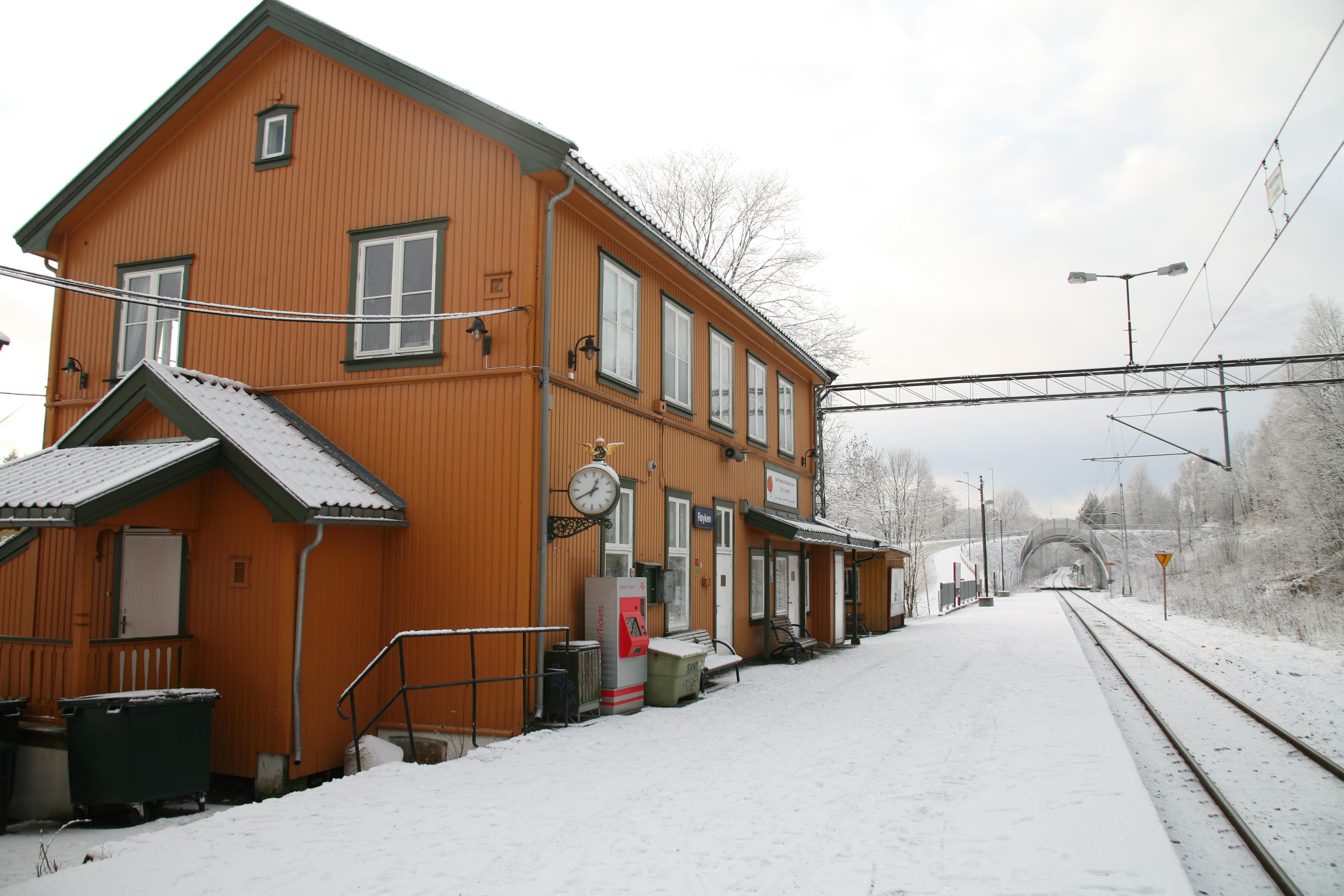
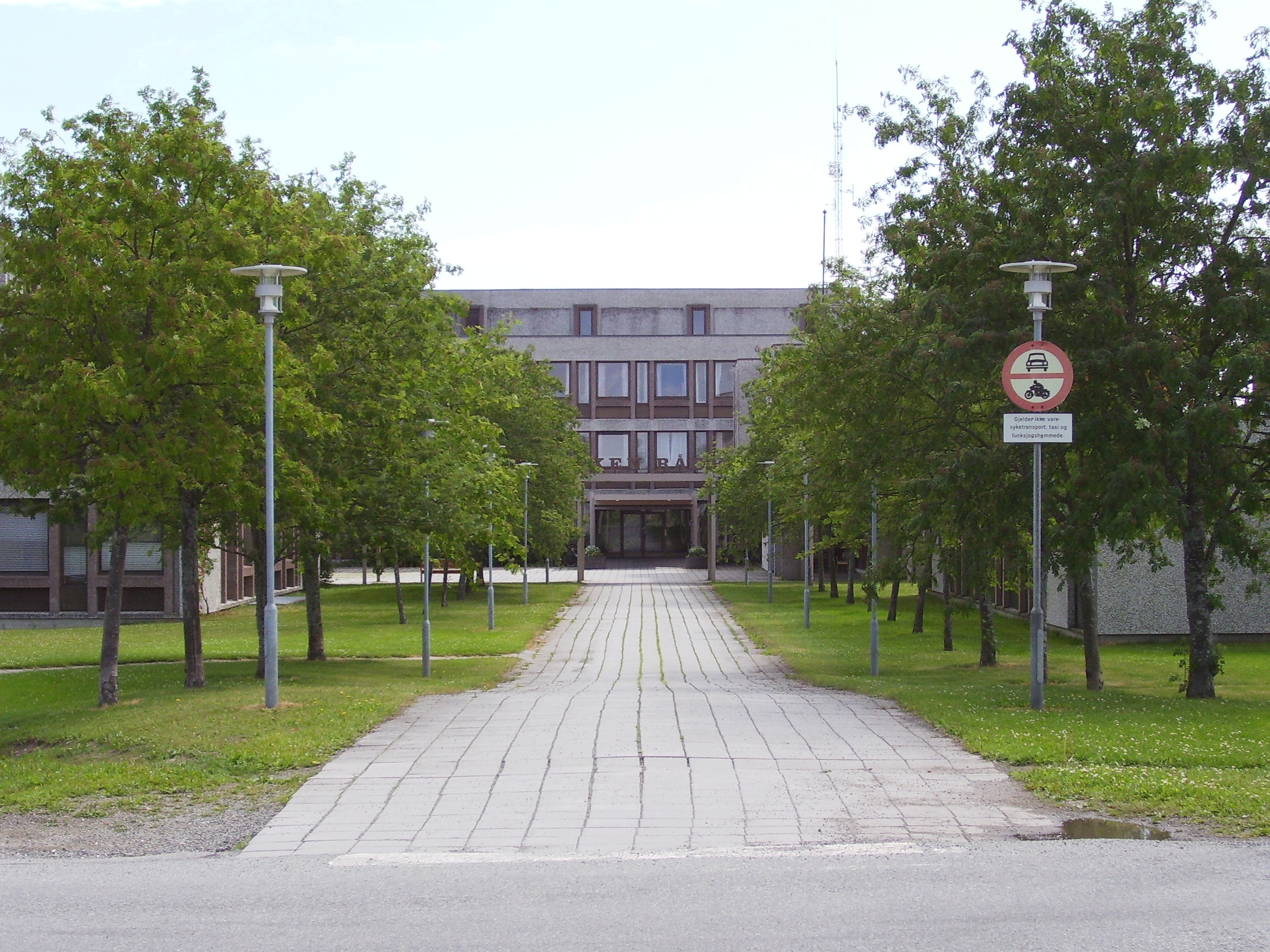
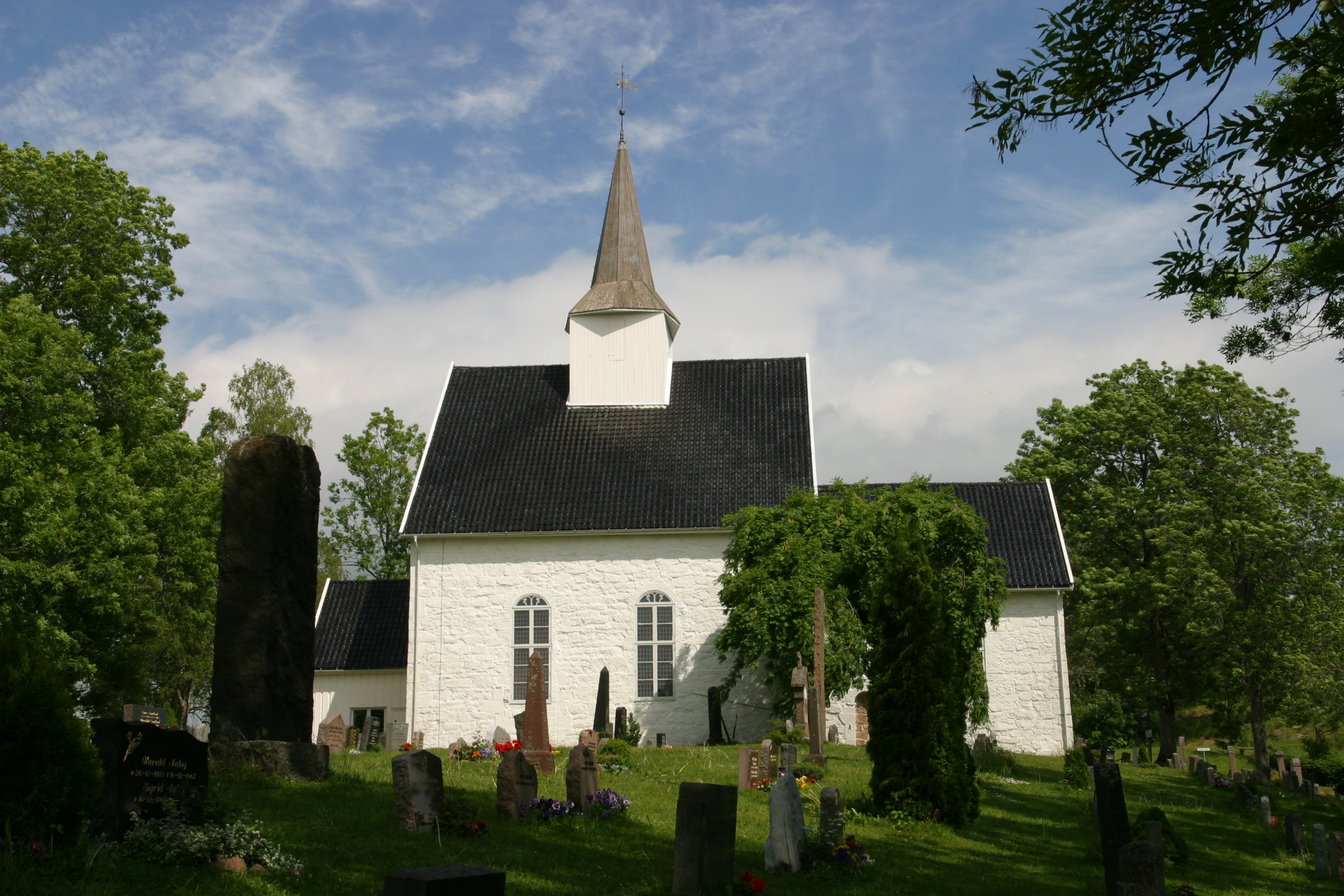
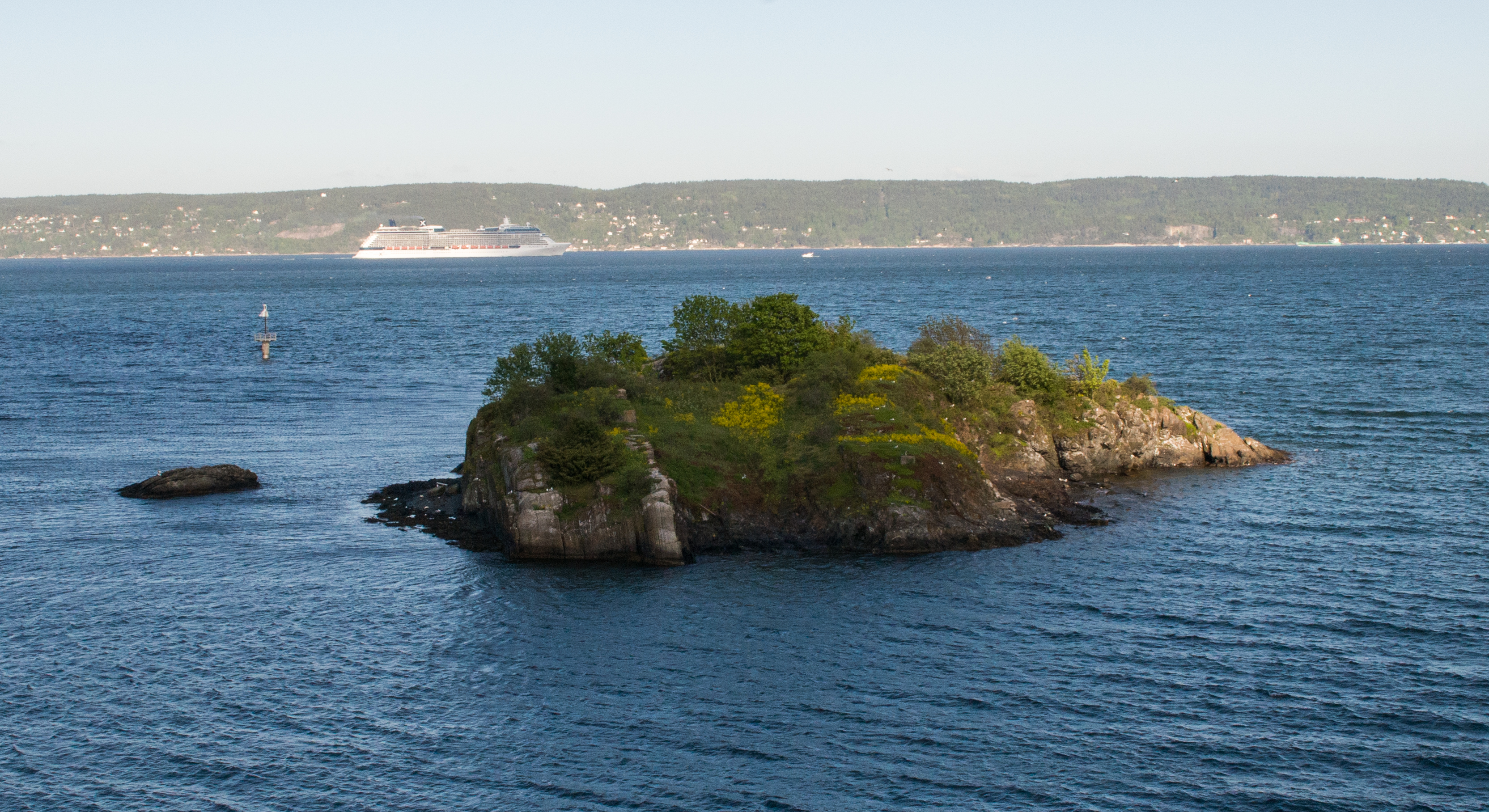
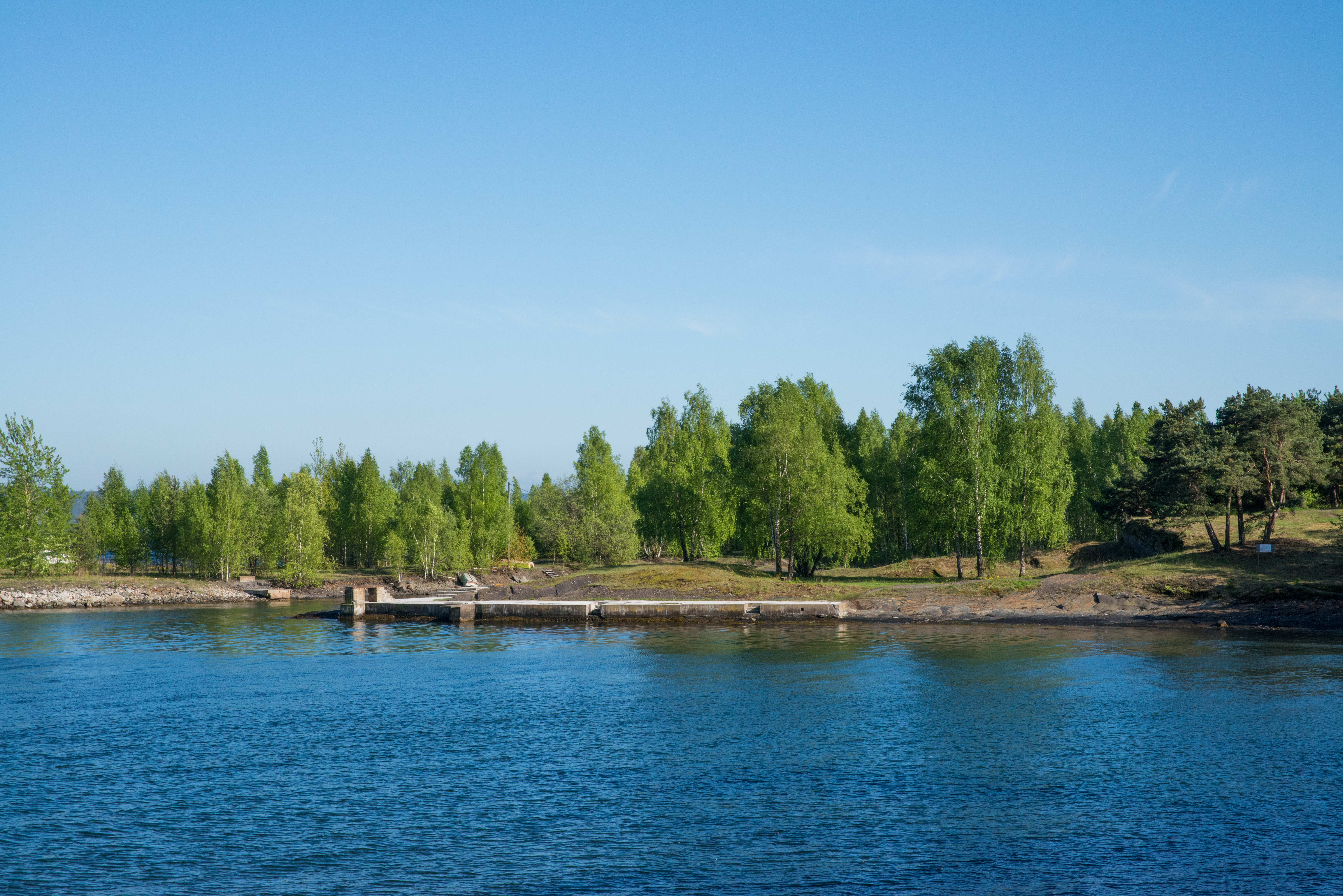